# روبرت فريتز
روبرت فريتز (بالإنجليزية: Robert Fritz)‏ هو كاتب أمريكي، ولد في 1943 في كامبريدج في الولايات المتحدة.

## وصلات خارجية
- الموقع الرسمي
- روبرت فريتز على موقع IMDb (الإنجليزية)
- روبرت فريتز على موقع ميوزك برينز (الإنجليزية)